# José Vela
José Vela (* 1922; † 12. Dezember 2004), auch bekannt unter dem Spitznamen El Bigotón (span. für Der Schnurrbart), war ein mexikanischer Fußballtrainer und -spieler auf der Position des Verteidigers.

## Leben
Pepe Vela spielte in den 1950er Jahren beim CD Zacatepec, mit dem er in den Jahren 1957 und 1959 die Supercup-Spiele bestritt, die jeweils mit 1:2 gegen Chivas Guadalajara verloren wurden.
Am 19. Juli 1953 bestritt er im Rahmen der WM-Qualifikation 1954 sein einziges Länderspiel für die mexikanische Nationalmannschaft, das mit 8:0 gegen Haiti gewonnen wurde. Bereits zu jener Zeit stand er bei Zacatepec unter Vertrag. In der Saison 1954/55 gehörte er zur Stammformation der Mannschaft, die erstmals den mexikanischen Meistertitel gewann.
Nach seiner aktiven Karriere arbeitete Vela 1977 als Cheftrainer beim Erstligisten Deportivo Toluca FC und führte in der Saison 1983/84 seinen Exverein Zacatepec zur Zweitligameisterschaft und zum Aufstieg in die Primera División. Dort betreute er den Verein bis zur 0:2-Heimniederlage gegen den Club Atlas am 30. März 1985, nach der er durch Fernando Dávila ersetzt wurde.
Pepe Vela verstarb am 12. Dezember 2004.

## Erfolge
- Mexikanischer Meister: 1954/55, 1957/58
- Mexikanischer Pokalsieger: 1957, 1959
- Mexikanischer Supercup: 1958